# Michał Franciszek Potocki

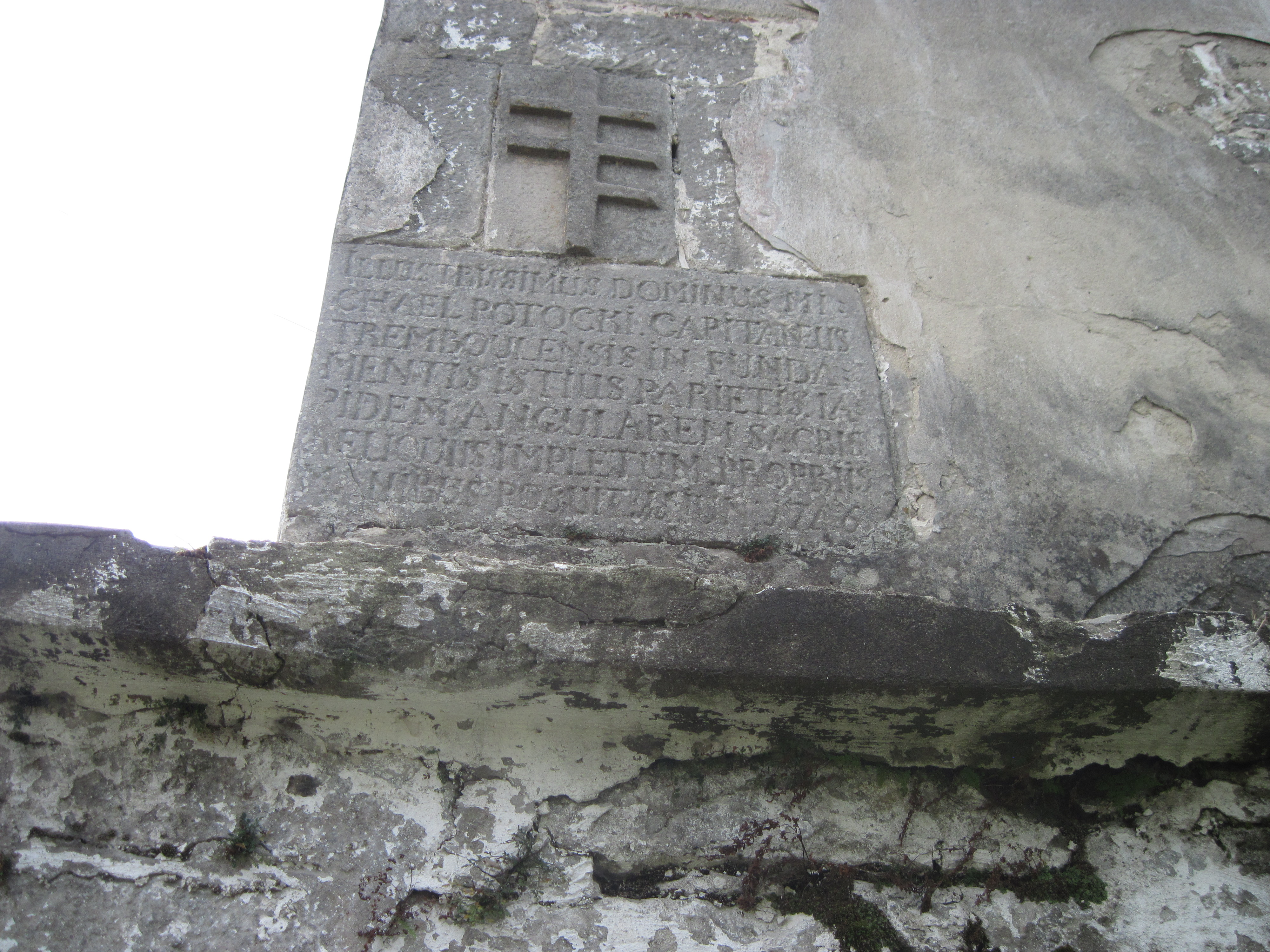
Tablica pam. na ścianie klasztoru w Podkamieniu

Michał Franciszek Potocki herbu Pilawa (zm. w 1753) – starosta czehryński i trembowelski.
Jego ojcem był Józef Stanisław Potocki, a matką – druga żona ojca Eleonora Rey, podczaszanka grabowiecka.
W 1742 ofiarował kościołowi Karmelitów Trzewiczkowych w Trembowli relikwie przywiezione z Włochów. W tym klasztorze znajdował się jego portret.
Sumptem wiernych i starosty M. F. Potockiego na początku lat 50. XVIII w. został odrestaurowany kościół św. Michała i klasztor Sióstr Dominikanek w Kamieńcu Podolskim, a w 1748 – przebudowany kościół św. Mikołaja i klasztor Dominikanów w tym mieście. Jego sumptem została zbudowana część klasztoru oo. dominikanów w Podkamieniu (11 czerwca 1746 swoja reka założył kamień węgielny nowego pomieszkania zakonnego od wschodu, opatrzony relikwiami i medalikami róźnemi. Na szczęśliwy początek dzieła rzucił na tacę 100 dukatów).
9 listopada 1762 we wsi Sawińce napisał swojemu krewnemu Joachimowi Potockiemu.
Jego żoną od 25 maja 1721 była Marianna z Kątskich, córka Marcina Kazimierza Kątskiego (zm. 1710), kasztelana krakowskiego, wojewody kijowskiego, starosty przemyskiego.